# Brenda Austin
Brenda Lis Austin (Esquel, 11 de octubre de 1981) es una abogada y política argentina de la Unión Cívica Radical. Se desempeñó como diputada de la Nación por la Provincia de Córdoba entre 2016 y 2021. En diciembre de 2023 asumió como legisladora en la Provincia de Córdoba.

## Biografía
Brenda Austin nació en Esquel (Provincia de Chubut) el 11 de octubre de 1981. Una vez que completó la educación secundaria, se trasladó a la ciudad de Córdoba para estudiar Derecho, en la Universidad Nacional de Córdoba. Durante el cursado, tuvo su acercamiento a la política siendo presidenta del Centro de Estudiantes de Derecho en 2003 y presidenta de la Federación Universitaria de Córdoba para 2005. Integró los órganos de gobierno de la Facultad y de la Universidad, siendo consejera y consiliaria en representación de estudiantes primero y de graduados después.
En 2007 se recibió de abogada. En el momento de su graduación ya se encontraba trabajando en Tribunales de Familia, donde ingresó por concurso. Posteriormente, cursó en España la Maestría en Estudios Políticos Aplicados en el Instituto Universitario de Investigación José Ortega y Gasset, obteniendo la titulación también de la Universidad Internacional Menéndez Pelayo.
Ejerciendo su profesión, Austin se desempeñó como abogada litigante laboral, familiar y civil. Brenda integró a partir de 2010 el Programa de Fortalecimiento Institucional del Área de Conocimiento y Cultura del Consejo para la Planificación Estratégica de Córdoba (COPEC), en el marco del Programa de Naciones Unidas para el Desarrollo (PNUD). Allí realizó diversas tareas en el marco del diseño de políticas educativas de largo plazo, culminando la tarea con la publicación como coautora junto a Hugo Juri y otros del Libro Blanco de Educación para la Provincia de Córdoba.

## Cámara de Diputados de la Nación
En mayo de 2016, Austin asumió como diputada nacional en representación de la Provincia de Córdoba. La Cámara le tomó juramento para que complete el mandato de Gerardo Bellocq, diputado de la UCR que falleció en un accidente de ruta. A su vez, Bellocq había asumido en diciembre de 2015 en reemplazo de Oscar Aguad, quien debió dejar el cargo al ser nombrado ministro de Comunicaciones de la Nación.
El 22 de octubre de 2017 fue elegida nuevamente diputada por Córdoba, por Cambiemos. La lista en la que ocupaba el cuarto lugar cosechó el 48% de los votos y consiguió cinco bancas. El 6 de diciembre de 2017 juró su cargo, que ocupó hasta el 9 de diciembre de 2021.
Según los datos de la Cámara de Diputados (Argentina), ha participado en 690 votaciones. 510 han sido votaciones afirmativas, 144 negativos, 12 abstenciones y solo 24 ausencias.
A lo largo de su tarea como diputada Austin fue firmante de 155 proyectos de ley, y cofirmante de 185 proyectos. Las iniciativas de su autoría se agrupan en ambiente, educación, género y lucha contra la corrupción.

### Comisiones
Brenda Austin fue vicepresidenta primera de la Comisión de Ciencia, Tecnología e Innovación Productiva. También vocal de las comisiones de Defensa del Consumidor, del Usuario y de la Competencia; de las Personas Mayores; Derechos Humanos y Garantías; Educación; Legislación General; y Asuntos Constitucionales. A su vez, fue vocal en las comisiones bicamerales permanentes de Seguimiento y Control Deuda Exterior de la Nación (Ley 27249). Adicionalmente, presidió el Grupo Parlamentario de Amistad con la República de Costa Rica.

## Proyectos Presentados

### Género y Derechos Humanos
Brenda Austin ha presentado diversos proyectos referidos a temáticas de género y Derechos Humanos. Entre ellos, podemos encontrar la Ley de Interrupción Voluntaria del embarazo. Austin es la segunda cofirmante del proyecto de la Campaña Nacional por el aborto legal, seguro y gratuito. A su vez, presentó el proyecto para la Ley Integral de derechos para las personas Trans. De igual manera propuso el proyecto para la Ley Nacional de Albinismo, que de ser aprobado, el proyecto se convertiría en la primera ley en el mundo que trate sobre los derechos de la comunidad albina. Por otra parte, también presentó el proyecto para la Ley de limitación a la aplicación retroactiva de la Ley 24.390 en casos de Lesa Humanidad[cita requerida], conocida coloquialmente como Ley del 2X1.

### Educación, Ciencia y Tecnología
La diputada nacional también ha presentado múltiples iniciativas para temáticas de educación y Ciencia y Tecnología. Austin ha propuesto en la Cámara Baja el Calendario escolar de 190 días de clases, como así también la Ley Nacional de Universidades Populares. También propuso el proyecto para el Programa Nacional de Educación para el desarrollo sostenible, que tiene como objetivo poner en marcha el programa de acción mundial de Educación para el Desarrollo Sostenible propuesto por la UNESCO en el marco de la agenda 2030. Adicionalmente, Brenda trabaja para construir medidas legislativas y políticas públicas que avancen en la búsqueda de lograr una igualdad real entre mujeres y hombres dentro del campo científico argentino. En esta línea se enmarca el proyecto de Régimen de igualdad de género en el sistema científico tecnológico.

### Ambiente
Brenda Austin ha sido autora y partícipe de numerosos proyectos vinculados a la temática ambiental, ecológica y de desarrollo sustentable. Dentro de estos proyectos se encuentra la Ley del árbol y el proyecto de Ley de prohibición de plásticos de un solo uso. La iniciativa propone un marco legal para avanzar con la desplastificación del Estado, la promoción de alternativas reutilizables y compostables a plásticos descartables y altamente contaminantes. Además, propuso en la Cámara de Diputados el Régimen para el uso sustentable y sostenible de bolsas plásticas y el Régimen de promoción del uso de cisternas de doble carga en todo el país. De igual manera, presentó la Unificación de registros operadores de flora y fauna silvestre para eliminar el comercio ilegal de especies. Actualmente también se incorpora al corpus de proyectos de leyes ambientales, la Ley de incorporación de nuevos principios en la Ley General de Ambiente. En 2020, presentó un proyecto de Ley de Humedales.

### Transparencia
Brenda Austin ha presentado en la Cámara el proyecto de Ley de transparencia y participación ciudadana en el procedimiento de contratación en la obra pública[cita requerida].

### Otros
A su vez, Austin trabajó con proyectos de temáticas diversas. Dentro de esta categoría se encuentra la Ley de Protección Animal, la reforma a la Ley 14.346 y la Ley de Alquileres. Asimismo, ha presentado el proyecto para la Modificación de la Ley de trasplante de órganos y material anatómico, y la Ley del Día Nacional del Donante Voluntario de Plasma.

## Monitoreo Internacional del Referéndum de Nagorno Karabaj.
El 20 de febrero de 2017, la República de Nagorno Karabaj celebró un referéndum para aprobar la reforma de su constitución. El proceso contó con una participación del 75,91% y la presencia de 104 observadores de más de 30 países, entre ellos Brenda Austin. Las reformas a la Constitución fueron aprobadas por un 87,6% de los votos, y no se registró ningún incidente.

## Legisladora Provincial de Córdoba
En las Elecciones provinciales de Córdoba de 2023 fue electa Legisladora de la provincia de Córdoba para el periodo 2023-2027 por el Distrito Único. Integra las siguientes comisiones:
- Comisión de Ambiente y Recursos Renovables
- Comisión de Educación
- Comisión de Legislación General
- Comisión de Tecnología, Innovación y Economía del Conocimiento